# Kuća Šegvić na Peristilu
Kuća Šegvić je kuća u Splitu, Hrvatska. Nalazi se na Poljani kraljice Jelene 1 i Dioklecijanovoj 7, na Peristilu, središnjem dijelu Dioklecijanove palače.

## Opis
Građena je od 1962. do 1965. Arhitekt je Neven Šegvić. Istaknuti hrvatski arhitekt Neven Šegvić projektirao je zgradu na Peristilu 1962., a gradnja je završena 1965. godine. Zbog svoga položaja na spomeničkim i simboličkim vrijednostima bremenitom prostoru nekadašnjeg carskog trga, kuća je u vrijeme gradnje, ali i kasnije izazivala oprečna mišljenja arhitekata, povjesničara umjetnosti i konzervatora. Izgrađena je na križanju Carda i Decumanusa, glavnih ulica Dioklecijanove palače, na mjestu historicističke kuće Aglić porušene u savezničkom bombardiranju 1944. godine. Nit vodilja projektnog zadatka bila je prezentacija arheoloških antičkih nalaza (ugaoni pilon trijema, baze stupova, zid i pločnik) koje Šegvić integrira u interijer izvorno zamišljen kao kavana, te ostavlja vidljivim izvana zahvaljujući transparentnom ostakljenju prizemlja. Iako dosljedna autorovom arhitektonskom izričaju temeljenom na načelima internacionalne moderne, neutralnost oblikovanja ove kuće svjedoči o promišljenom pristupu baštini i poštovanju posebnosti mjesta gradnje. Izuzetna vrijednost građevine je prezentacija arheoloških antičkih nalaza u prizemlju te jedinstvena vizura na Peristil na posljednjoj etaži, izvorno neopterećenoj pregradnim zidovima, s ostakljenom trakom prozora čitavom širinom pročelja.

## Zaštita
Pod oznakom Z-6699 zavedena je kao nepokretno kulturno dobro - pojedinačno, pravna statusa zaštićena kulturnog dobra, klasificiranog kao profana graditeljska baština, javne građevine.